# Forteresse d'Oscarsborg
La forteresse d'Oscarsborg est une forteresse côtière norvégienne située dans le détroit de Drøbak dans l'Oslofjord, près de la petite ville de Drøbak. La partie la plus connue est située sur deux petits îlots. Les principales batteries d'artillerie se trouvent sur l'île Håøya et des batteries plus petites sur le continent à l'ouest et à l'est dans le fjord et étaient un territoire militaire jusqu'en 2003, date à laquelle elle est devenue une île de villégiature accessible au public.

## Description
La forteresse est surtout connue pour son rôle décisif dans la bataille du détroit de Drøbak en 1940. La bataille a d'ailleurs été reproduite sur les lieux-mêmes lors du tournage du film Ultimatum (The King's choice, 2016), durant lequel les canons ont réellement tiré à blanc.

## Galerie

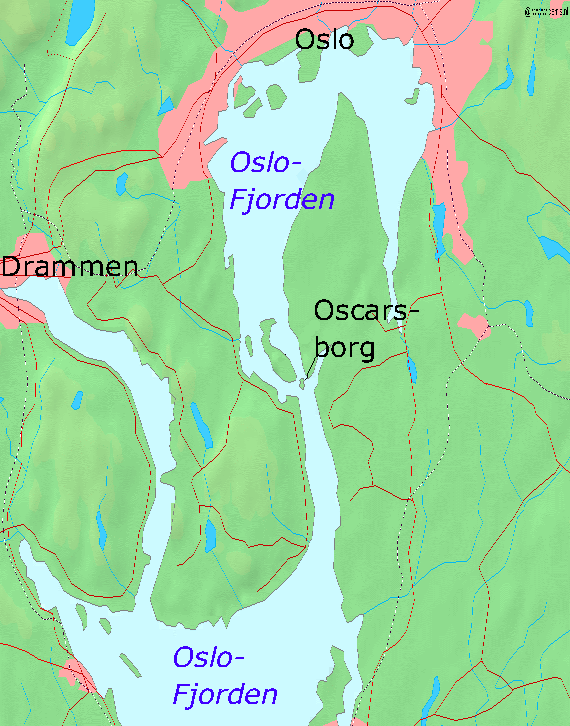
Localisation de la forteresse dans le fjord
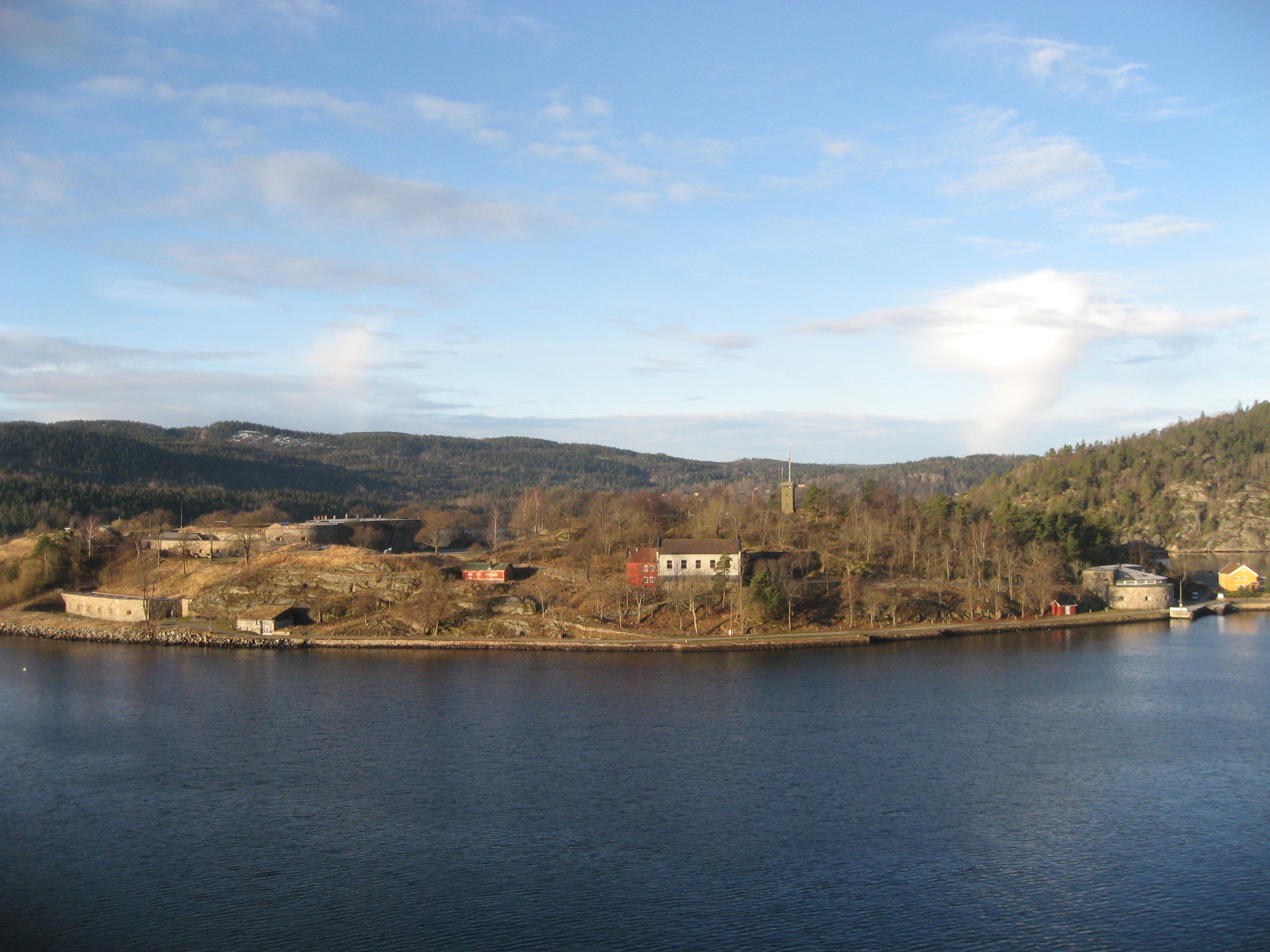
Une partie de la forteresse
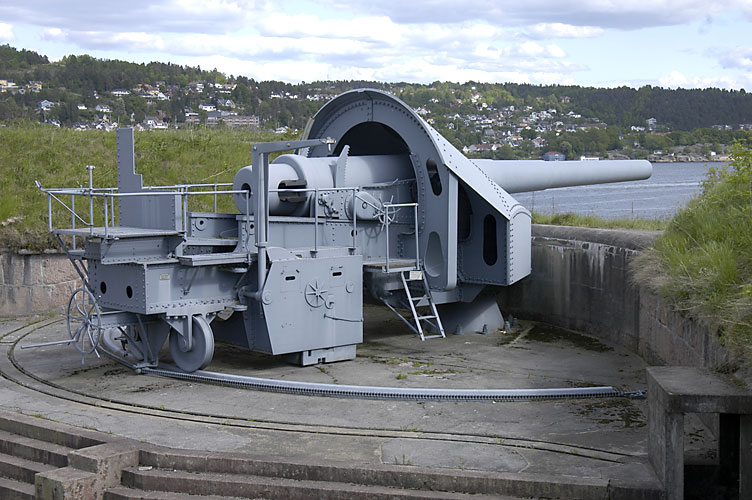
Canon Krupp de 280 mm
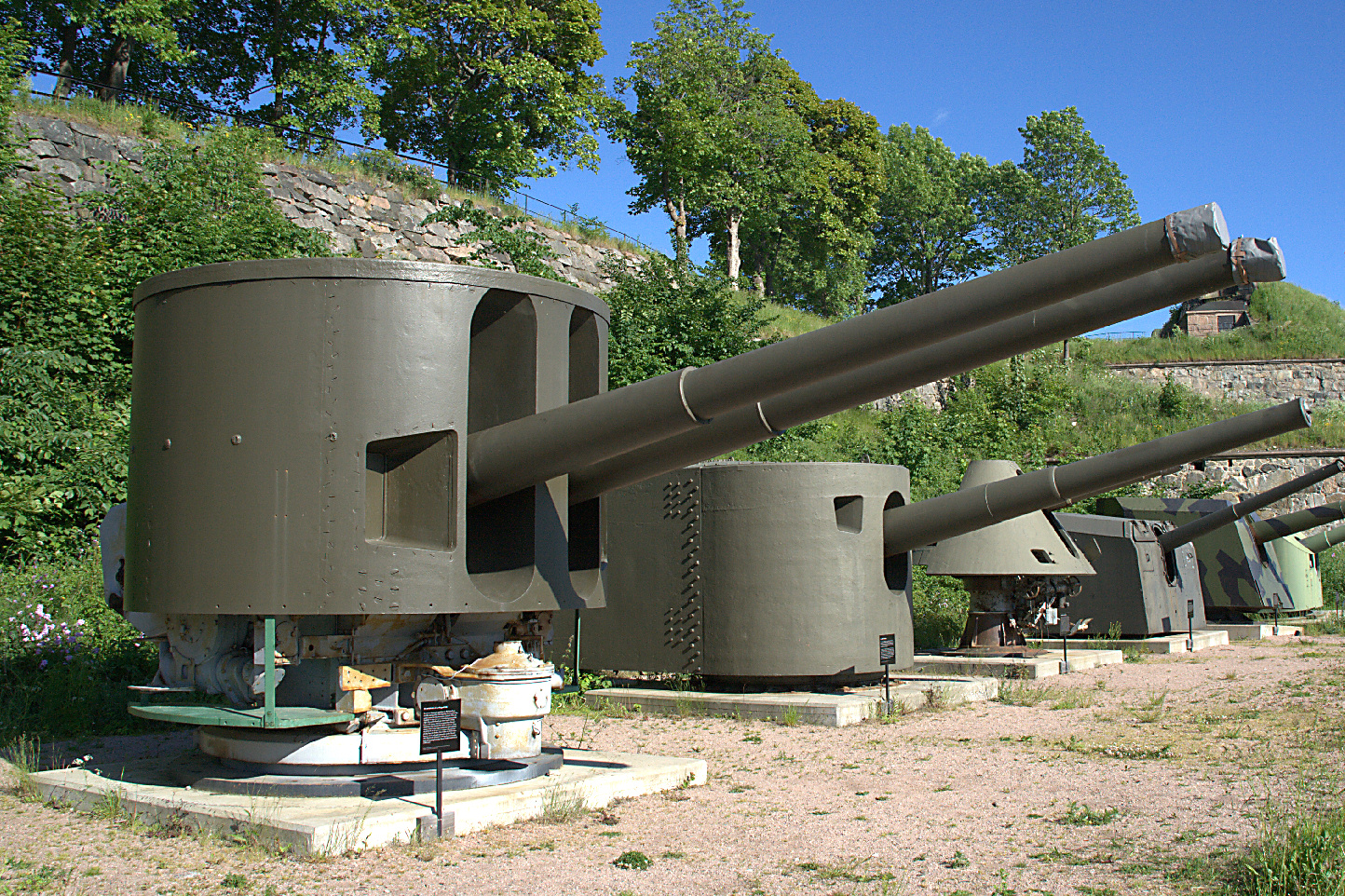
Canons de 150 mm
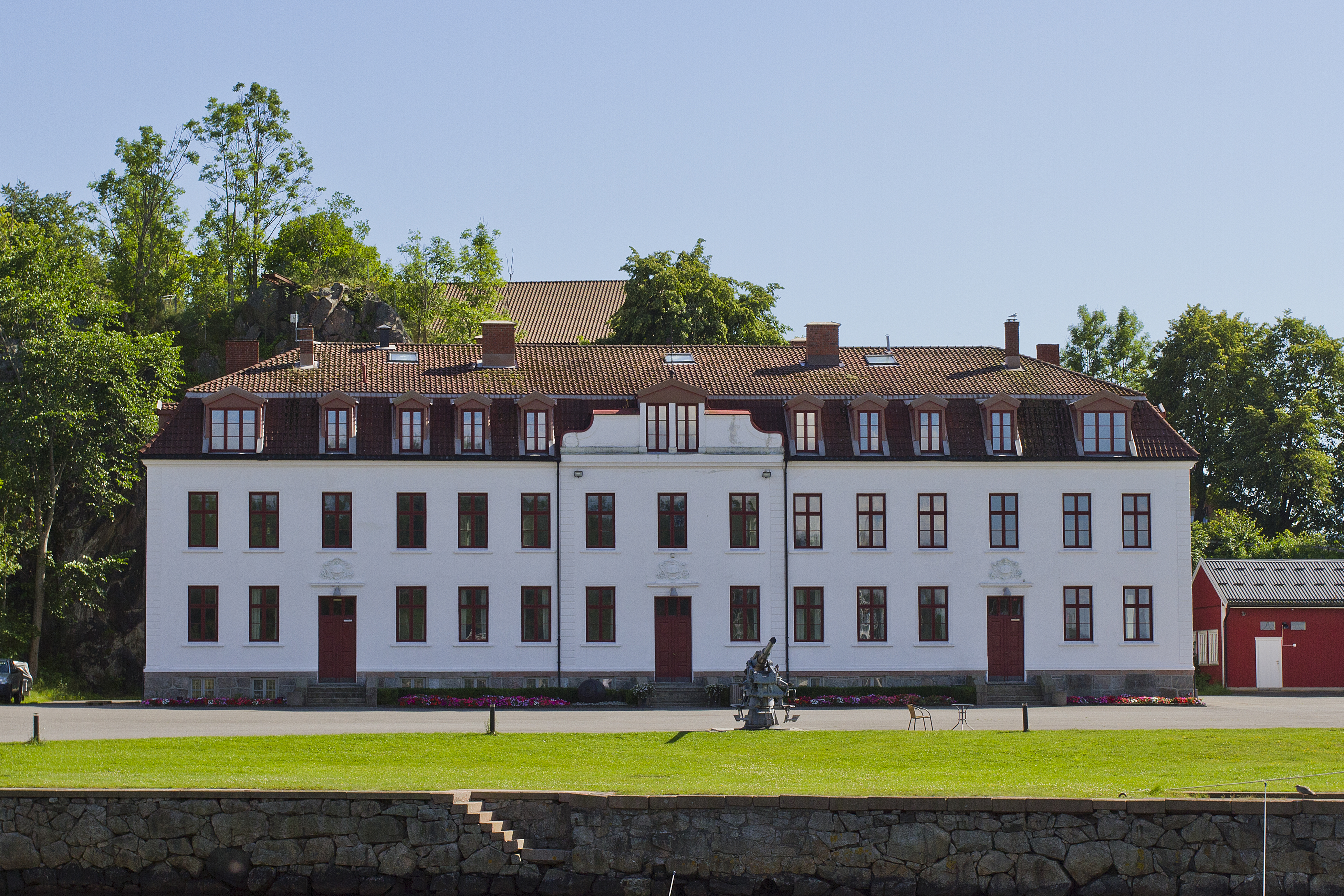
Caserne

### Source de la traduction
- (en) Cet article est partiellement ou en totalité issu de l’article de Wikipédia en anglais intitulé « Oscarsborg Fortress » (voir la liste des auteurs).